# Arroyo Hormiga, Mexiko
Arroyo Hormiga är en ort i Mexiko.   Den ligger i kommunen Nejapa de Madero och delstaten Oaxaca, i den sydöstra delen av landet, 500 km sydost om huvudstaden Mexico City. Arroyo Hormiga ligger 921 meter över havet och antalet invånare är 102.
Terrängen runt Arroyo Hormiga är huvudsakligen kuperad, men norrut är den bergig. Runt Arroyo Hormiga är det glesbefolkat, med 9 invånare per kvadratkilometer. Närmaste större samhälle är San Juan Lachixila, 7,7 km nordväst om Arroyo Hormiga. I omgivningarna runt Arroyo Hormiga växer i huvudsak städsegrön lövskog.